# بخش پلنگ‌آباد
بخش پلنگ‌آباد یکی از بخش‌های شهرستان اشتهارد در استان البرز ایران است.

## تقسیمات کشوری
- بخش پلنگ‌آباد
  - دهستان پلنگ‌آباد
  - دهستان جارو

شهر : پلنگ‌آباد

## جمعیت
براساس سرشماری مرکز آمار ایران در سال ۱۳۹۰، جمعیت بخش پلنگ‌آباد ۲۶۲۵ نفر (در ۸۱۹ خانوار) بوده‌است.